# 片岡光綱
片岡 光綱（かたおか みつつな）は、戦国時代から安土桃山時代にかけての武将。長宗我部元親の家臣。土佐黒岩城（南片岡城）・徳光城（北片岡城）城主。諱は親光とも。

## 生涯
高岡郡黒岩を本拠とする国人・片岡茂光（または直光）の嫡子として生まれる。
父・茂光（直光）は長宗我部国親の妹を娶るなど、早くから長宗我部氏と関係を築いていたという。永禄2年（1559年）、片岡氏は国親の妹の子で光綱の異母弟の直季を大将として、吾川郡上八川を攻略した。翌永禄3年（1560年）に茂光が死去し、その後光綱は吾川郡徳光郷に本拠を移している。
元亀2年（1571年）、長宗我部元親の西進に伴い、それまで独立した立場にあった光綱は元親に服属した。高岡郡東部では片岡氏の他に津川郷の中村氏や尾川郷の近沢氏も元親に降っているが、片岡氏の得た領地は他の2氏に比べて大きく、高岡郡中部の有力国人・津野氏と同等の所領を持っている。このことから、この地域における長宗我部氏への服属過程において片岡氏が中心的な役割を果たしたとみられている。
天正13年（1585年）、豊臣秀吉による四国征伐が行われた。同年7月、光綱は伊予国金子城に援軍として赴き、豊臣方の毛利・小早川軍と戦って討死したとされる。
なお、この時光綱が戦死したとの説に対し、『佐川町史』では異論が唱えられている。片岡氏の出自について諸説ある中で『土佐国蠧簡集』の編者・奥宮正明は片岡氏の本姓を壬生氏としているが、16世紀に作成された神社の棟札には実際に壬生茂光や壬生光綱、壬生親光の名があり、その中には文禄4年（1595年）の日付で壬生親光の名が記されたものが見られる。また、片岡光綱と考えられる「親光」が発給した文禄5年（1596年）の書状も確認されている。これらのことから、天正13年（1585年）に戦死したのは光綱（親光）とは別の片岡氏の有力支族とされている。

## 光綱の没後
光綱の跡は養子の光政（民部大夫）が継いだとされるが、光政は天正14年（1586年）12月の豊後戸次川の戦いで戦死したという。光政は近沢宗清の二男とも、光綱の甥（実父不明）ともいわれる。
光政の子のうち久助は山内氏に仕えて、高岡郡黒瀬村の庄屋を務めた。もう一人の子・熊之助は讃岐琴平宮に入り、多聞院宥睲と号した。宥睲を元祖とする多聞院は、土佐藩における祈祷・守札配布の特権を代々与えられることとなった。
『佐川町史』では、光綱の正嫡と考えられる人物として小左衛門の名が挙げられている。小左衛門は和泉国岸和田城主の小出吉政に仕え、300石を与えられた。